# 青沧战役
青沧战役是发生在第二次国共内战期间由中国共产党领导的人民解放军晋察冀野战军进攻中华民国政府统治下的青县、沧县的战役。此次战役发生于1947年6月12日至15日。
解放军在东北连连进攻，而国民政府保定绥靖公署所属部队之华北主力分布于平、津、保三角一带，有增援东北之势。解放军华北部队为牵制敌军，对国军津浦路薄弱的青县、沧县路段发动进攻，阻其增援。
此次战役由朱德和刘少奇亲自制定战略决策，杨得志、罗瑞卿和胡耀邦亲自指挥，在四倍于敌的兵力优势下攻占青县、沧县。

## 战役经过
6月12日夜，解放军晋察冀野战军第2、3、4纵队在津浦路青县、沧县路段展开进攻。一昼夜的进攻连拔唐官屯、姚官屯等数十处据点，并逼近青县。6月15日攻下青县、沧县并歼灭驻守部队。而此时共产党之地方部队亦对北宁线及平汉线进行骚扰，以牵制国军，并一度中断其运输。因达到此役之目的，解放军便停止了进攻，结束了此次战役。
渤海军区一分区“渤海独立团”也参加了此次战役，其任务是在战役打响之前清扫附近据点，为主力部队攻城做准备，在主力攻入城后随。独立团一部三营七连连拔捷地、砖河、火车站东据点，并在沧县城东挖掘壕沟通至城下，实施爆破攻城。独立团所抓获的汉奸刘佩忱亦由该连秘密押解至一分区所在地。
此役解放军全歼保安第4总队，歼第38总队大部，第2总队之一部，共计9500余人，控制了天津以南90公里的铁路。

## 后续影响
此次战役被视为“解放沧州之役”。
- 1987年为纪念青沧战役和沧州解放四十周年，沧州市在市区大运河西兴建沧州市胜利公园。[2]
- 2007年6月15日，“沧州解放暨青沧战役胜利60周年文艺晚会”在河北沧州电业体育馆举行，宋祖英、陈红、甘萍、常贵田等演员参与了表演，此次晚会邀请了不少当年参与青沧战役的老革命战士。[3]

### 书目
- 王清魁. . 北京平安里3号: 解放军出版社. 1987.统一书号：5158·124

### 网页
1. ↑  . 新华网. 2008-06-16  [2010-05-27]. （原始内容存档于2016-03-04） （中文）.
2. ↑  . 河北旅游资讯网. 2004-12-30  [2010-05-28]. （原始内容存档于2010-04-13） （中文）.
3. ↑  . 新浪网. 2007-06-16  [2010-05-27]. （原始内容存档于2021-01-26） （中文）.